# Adam Scharrer
Adam Scharrer (ur. 13 lipca 1889 w Wendelstein, zm. 2 marca 1948 w Schwerinie) – niemiecki powieściopisarz, nowelista i dramaturg.
Syn pasterza, uczył się ślusarstwa. Po zdaniu egzaminu czeladniczego, przewędrował Niemcy, Austrię, Szwajcarię i Włochy w poszukiwaniu pracy. Imał się różnych zawodów między innymi jako tokarz oraz stoczniowiec. Brał udział w I wojnie światowej. Był członkiem Związku Spartakusa (niem. Spartakusbund), w 1920 – 1933 był członkiem Komunistycznej Robotniczej Partii Niemiec. Pracował jako redaktor gazety Kommunistische Arbeiterzeitung oraz współpracował z czasopismem Proletarier w którym w 1925 r. ukazało się pierwsze jego opowiadanie pt: Weintrauben (pol. Winogrona). W 1933 r. wyemigrował do Czechosłowacji. W 1934 r. został pozbawiony przez narodowych socjalistów obywatelstwa niemieckiego. W latach 1935 – 1945 przebywał w ZSRR, gdzie kontynuował swoją działalność literacką. W twórczości emigracyjnej pisarz opierał się na modelu samotnie walczącego bohatera komunisty.